# Сатурн (премия)
«Сату́рн» (англ. Saturn) — американская премия, присуждаемая Академией научной фантастики, фэнтези и фильмов ужасов (англ. Academy of Science Fiction, Fantasy & Horror Films). Вручается с 1972 года по результатам голосования членов Академии, участие в которой открыто всем желающим за определённую плату. Основатель премии — доктор Дональд А. Рид (1935—2001).
Вначале премия называлась «Золотой свиток» англ. «Golden Scroll». С 1991 года премия присуждается также за телевизионные сериалы, а с 2000-х годов — за DVD-релизы.

## Номинации

### Кинофильм
- Лучший научно-фантастический фильм (англ. Best Science Fiction Film)
- Лучший фильм-фэнтези (англ. Best Fantasy Film)
- Лучший фильм ужасов (англ. Best Horror Film)
- Лучший приключенческий фильм или боевик (англ. Best Action or Adventure Film)
- Лучший фильм в жанре триллер (англ. Best Thriller Film)
- Лучший независимый фильм (англ. Best Independent Film)
- Лучший фильм — экранизация комикса (англ. Best Comic-to-Film Motion Picture)
- Лучший полнометражный мультфильм (англ. Best Animated Film)
- Лучший фильм на иностранном языке (англ. Best International Film)
- Лучший киноактёр (англ. Best Actor)
- Лучшая киноактриса (англ. Best Actress)
- Лучший киноактёр второго плана (англ. Best Supporting Actor)
- Лучшая киноактриса второго плана (англ. Best Supporting Actress)
- Лучший молодой актёр или актриса (англ. Best Performance by a Younger Actor)
- Лучшая режиссура (англ. Best Direction)
- Лучший сценарий (англ. Best Writing)
- Лучшая музыка (англ. Best Music)
- Лучшая работа художника-постановщика (англ. Best Production Design)
- Лучшие костюмы (англ. Best Costume)
- Лучший грим (англ. Best Make-up)
- Лучшие спецэффекты (англ. Best Special Effects)
- Лучший монтаж (англ. Best Editing)

### Телевидение
- Лучший научно-фантастический телесериал (англ. Best Science Fiction Television Series)
- Лучший телесериал в жанре фэнтези (англ. Best Fantasy Television Series)
- Лучший телесериал в жанре хоррор (англ. Best Horror Television Series)
- Лучший телесериал в жанрах: экшн / триллер (англ. Best Action / Thriller Television Series)
- Лучший супергеройский телесериал (англ. Best Superhero Adaptation Television Series)
- Лучший мультсериал (англ. Best Animated Series or Film on Television)
- Лучший телесериал, выпущенный новыми медиа (англ. Best New Media Television Series)
- Лучшая телепостановка (англ. Best Television Presentation)
- Лучший телеактёр (англ. Best Actor on Television)
- Лучшая телеактриса (англ. Best Actress on Television)
- Лучший телеактёр второго плана (англ. Best Supporting Actor on Television)
- Лучшая телеактриса второго плана (англ. Best Supporting Actress on Television)
- Лучшая гостевая роль в телесериале (англ. Best Guest Starring Role on Television)

### Домашнее видео
- Лучшее DVD-издание фильма (англ. Best DVD Release (film))
- Лучшее специальное DVD-издание (англ. Best DVD Special Edition Release)
- Лучшее DVD-издание классического фильма (англ. Best DVD Classic Film Release)
- Лучший DVD-сборник (англ. Best DVD Collection)
- Лучшее DVD-издание телесериала (англ. Best DVD Television Release)
- Лучшее DVD-издание классического телесериала (англ. Best Retro Television Series Release on DVD)

### Специальные награды
- За вклад в кино
- За визионерство
- За достижения в карьере

## Рекорды
| Титул                                      | Работа/человек                           | Количество побед/номинаций      |
| ------------------------------------------ | ---------------------------------------- | ------------------------------- |
| Больше всего наград (индивидуально)        | Джеймс Кэмерон                           | 11 наград                       |
| Больше всего номинаций (индивидуально)     | Джон Уильямс                             | 22 номинации                    |
| Больше всего наград (за фильм)             | Звёздные войны. Эпизод IV: Новая надежда | 15 наград1                      |
| Больше всего номинаций (за фильм)          | Звёздные войны. Эпизод IV: Новая надежда | 18 номинаций1                   |
| Больше всего наград (за сериал)            | Ходячие мертвецы                         | 21 наград                       |
| Больше всего номинаций (за сериал)         | Ходячие мертвецы                         | 56 номинаций                    |
| Больше всего наград (за актёрскую игру)    | Роберт Дауни младший Анна Торв           | 4 награды                       |
| Больше всего номинаций (за актёрскую игру) | Том Круз                                 | 11 номинаций                    |
| Больше всего наград (в одной категории)    | Джон Уильямс                             | 9 побед за «Лучшую музыку»      |
| Больше всего номинаций (в одной категории) | Джон Уильямс                             | 22 номинации за «Лучшую музыку» |
| Больше всего наград (за кино-франшизу)     | Звёздные войны                           | 44 победы2                      |
| Больше всего номинаций (за кино-франшизу)  | Кинематографическая вселенная Marvel     | 135 номинаций                   |

1«Новая надежда» первоначально была номинирована на 16 наград и выиграла 12; Фактическое количество побед включает в себя специальную премию за операторскую работу Гилберту Тейлору, специальную премию 1997 года в честь 20-летия «Новой надежды» и победу в 2005 году как часть сборника. Фактическое количество номинаций включает две номинации как часть сборников; поскольку две специальные награды были неконкурентными, они не учитываются в качестве номинаций.
214 побед за «Новую надежду», 4 победы за «Империю наносит ответный удар», 5 побед за «Возвращение джедая», 2 победы за «Скрытую угрозу», 2 победы за «Атаку клонов», 2 победы за «Месть ситхов», 8 побед за «Пробуждение Силы», 3 победы за «Изгоя-один», 3 победы за «Последних джедаев» и 1 победу за сборник, состоящий из нескольких фильмов франшизы.

## Критика
Организаторов «Сатурна» часто критикуют за нелогичное распределение фильмов по номинациям. Отмечают, что в жанровых категориях, особенно в категории «фэнтези», нередко номинируют и награждают фильмы, не имеющие отношения к заявленному жанру. Премию также обвиняют в попытке подражать премии «Оскар», излишнем количестве номинаций и включении в них явно нефантастических фильмов.
С другой стороны, некоторые называют премию «Сатурн» отдушиной для гиков, «исправляющей ошибки» жюри «Оскара».